# Книги IUPAC

Логотип IUPAC

Міжнародний союз теоретичної та прикладної хімії (англ. IUPAC) публікує ряд фахових книг, які містять його повний список означень. Визначення розділені на сім «кольорових книг»: золоту, зелену, синю, фіолетову, помаранчеву, білу та червону. Окрім того, є і й восьма книга — срібна.

## Кольорові книги

### Синя книга
Номенклатура органічної хімії (англ. Nomenclature of Organic Chemistry), яку хіміки зазвичай називають Синьою книгою, — це збірник рекомендацій щодо номенклатури органічної хімії, що публікується через нерегулярні проміжки часу Міжнародним союзом теоретичної та прикладної хімії (IUPAC). Повне видання було опубліковано в 1979 році, скорочена та оновлена версія якого була опублікована в 1993 році як Посібник з номенклатури органічних сполук IUPAC. Обидві паперові версії вже не друкуються, але доступні безкоштовно в електронних версіях. Після винесення чорнової версії на громадське обговорення в 2004 році і публікації кількох вичитаних розділів у журналі Pure and Applied Chemistry, повністю вичитану версію було опубліковано в друкованому вигляді в 2013 році.

### Золота книга

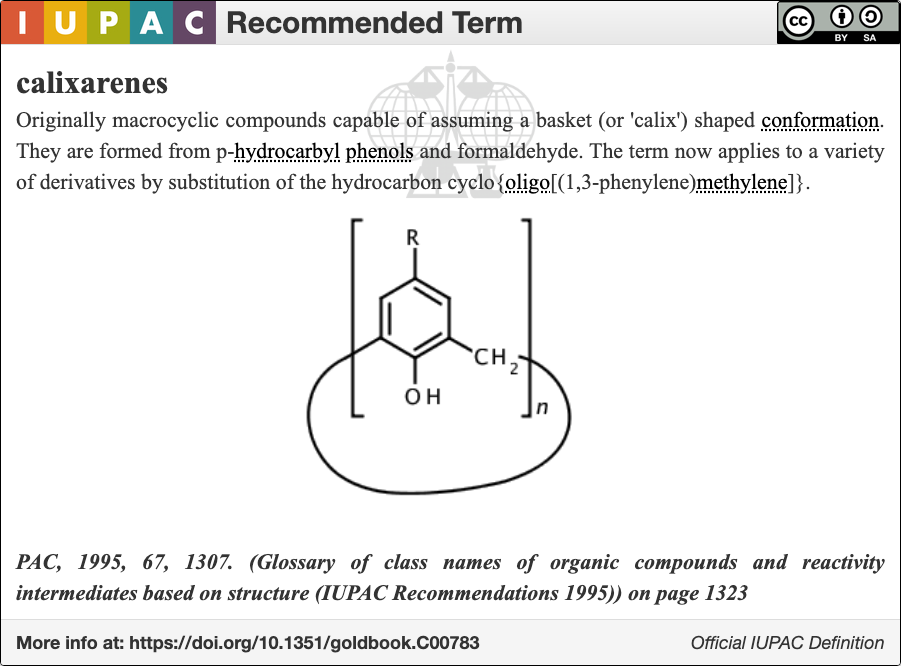
Приклад статті про каліксарени, розміщений у веб-версії Золотої книги

Конспект хімічної термінології (англ. Compendium of Chemical Terminology)— це книга, видана Міжнародним союзом теоретичної та прикладної хімії (IUPAC), яка містить міжнародно прийняті означення хімічних термінів. Роботу над першим виданням ініціював Віктор Голд, що породило його неофіційну назву: Золота книга.
Перше видання вийшло в 1987 році (ISBN 0-63201-765-1), а друга редакція (ISBN 0-86542-684-8), під редакцією AD McNaught і A. Wilkinson, була опублікована в 1997 році. Трохи розширена версія Золотої книги також доступна для вільного пошуку в Інтернеті. Вийшли також переклади французькою, іспанською та польською мовами.

### Зелена книга
Величини, одиниці та символи у фізичній хімії (англ. Quantities, Units and Symbols in Physical Chemistry), широко відомі як Зелена книга, є компіляцією термінів і символів, які широко використовуються в галузі фізичної хімії. Він також містить таблицю фізичних констант, таблиці з переліком властивостей елементарних частинок, хімічних елементів і нуклідів, а також інформацію про коефіцієнти перетворення, які зазвичай використовуються у фізичній хімії. Останнє видання — третє видання (ISBN 978-0-85404-433-7), опубліковане IUPAC у 2007 році. Другий наклад третього видання вийшов у 2008 році; це видання внесло кілька незначних змін до тексту 2007 року. Третій наклад третього видання вийшов у 2011 році. Текст третього накладу ідентичний тексту другого надрукування.

### Помаранчева книга
Конспект аналітичної номенклатури (англ. Compendium of Analytical Nomenclature)— це книга, видана Міжнародним союзом теоретичної та прикладної хімії (IUPAC), яка містить міжнародно прийняті означення термінів аналітичної хімії. Традиційно видавалася в помаранчевій обкладинці, звідси і її неофіційна назва «Помаранчева книга» .
Хоч книга описана як «Остаточні правила», було опубліковано три видання; перше у 1978 році (ISBN 0-08022-008-8), друге у 1987 р. (ISBN 0-63201-907-7) і третє у 1998 р. (ISBN 0-86542-615-5). Третє видання також доступне онлайн. Також опублікований каталонський переклад (1987, ISBN 84-7283-121-3).

### Фіолетова книга
Перше видання Конспекту макромолекулярної термінології та номенклатури (англ. Compendium of Macromolecular Terminology and Nomenclature), відомого як Фіолетова книга, було опубліковано в 1991 році. Йдеться про номенклатуру полімерів. Друге й останнє видання було опубліковано в грудні 2008 року і також доступне для завантаження.

### Червона книга
Номенклатура неорганічної хімії (англ. Nomenclature of Inorganic Chemistry), яку хіміки зазвичай називають Червоною книгою, є збіркою рекомендацій щодо термінології неорганічної хімії. Публікується через нерегулярні проміжки часу Міжнародним спілкою теоретичної та прикладної хімії (IUPAC). Останнє повне видання вийшло в 2005 році як у паперовій, так і в електронній версіях.
| Рік випуску | Назва                                          | Видавець            | ISBN          |
| ----------- | ---------------------------------------------- | ------------------- | ------------- |
| 2005        | Рекомендації 2005 (Червона книга)              | RSC Publishing      | 0-85404-438-8 |
| 2001        | Рекомендації 2000 (Червона книга II) (додаток) | RSC Publishing      | 0-85404-487-6 |
| 1990        | Рекомендації 1990 (Червона книга I)            | Blackwell           | 0-632-02494-1 |
| 1971        | Остаточні правила 1970 року                    | Butterworth         | 0-408-70168-4 |
| 1959        | Правила 1957 року                              | Butterworth         |               |
| 1940/1941   | Правила 1940 року                              | Scientific journals |               |

### Срібна книга
IUPAC також публікує Срібну книгу, яка не входить до списку інших «кольорових книг», під назвою Конспект термінології та номенклатури властивостей в клінічно-лабораторних науках (англ. Compendium of Terminology and Nomenclature of Properties in Clinical Laboratory Sciences). Де Грюйтер | 2017 рік

### Біла книга
Біохімічна номенклатура та відповідні документи (1992) або ж Біла книга містить означення, що стосуються біохімічних досліджень, укладена спільно IUPAC та Міжнародним союзом біохімії та молекулярної біології.